# Hershey (Nebraska)
Hershey és una població dels Estats Units a l'estat de Nebraska. Segons el cens del 2000 tenia 572 habitants.

## Demografia
Segons el cens del 2000, Hershey tenia 572 habitants, 232 habitatges, i 167 famílies. La densitat de població era de 441,7 habitants per km².
Dels 232 habitatges en un 34,9% hi vivien nens de menys de 18 anys, en un 57,8% hi vivien parelles casades, en un 10,8% dones solteres, i en un 27,6% no eren unitats familiars. En el 23,7% dels habitatges hi vivien persones soles l'11,6% de les quals corresponia a persones de 65 anys o més que vivien soles. El nombre mitjà de persones vivint en cada habitatge era de 2,47 i el nombre mitjà de persones que vivien en cada família era de 2,93.
Per edats la població es repartia de la següent manera: un 28,1% tenia menys de 18 anys, un 7,2% entre 18 i 24, un 25,7% entre 25 i 44, un 26% de 45 a 60 i un 12,9% 65 anys o més.
L'edat mediana era de 38 anys. Per cada 100 dones de 18 o més anys hi havia 89,4 homes.
La renda mediana per habitatge era de 36.875 $ i la renda mediana per família de 43.000 $. Els homes tenien una renda mediana de 31.500 $ mentre que les dones 16.848 $. La renda per capita de la població era de 15.791 $. Aproximadament el 9,7% de les famílies i el 9,9% de la població estaven per davall del llindar de pobresa.

## Poblacions més properes
El següent diagrama mostra les poblacions més properes.